# Drosera helodes
Drosera helodes es una especiede planta carnívora perteneciente a la familia Droseraceae que es originaria de Australia.

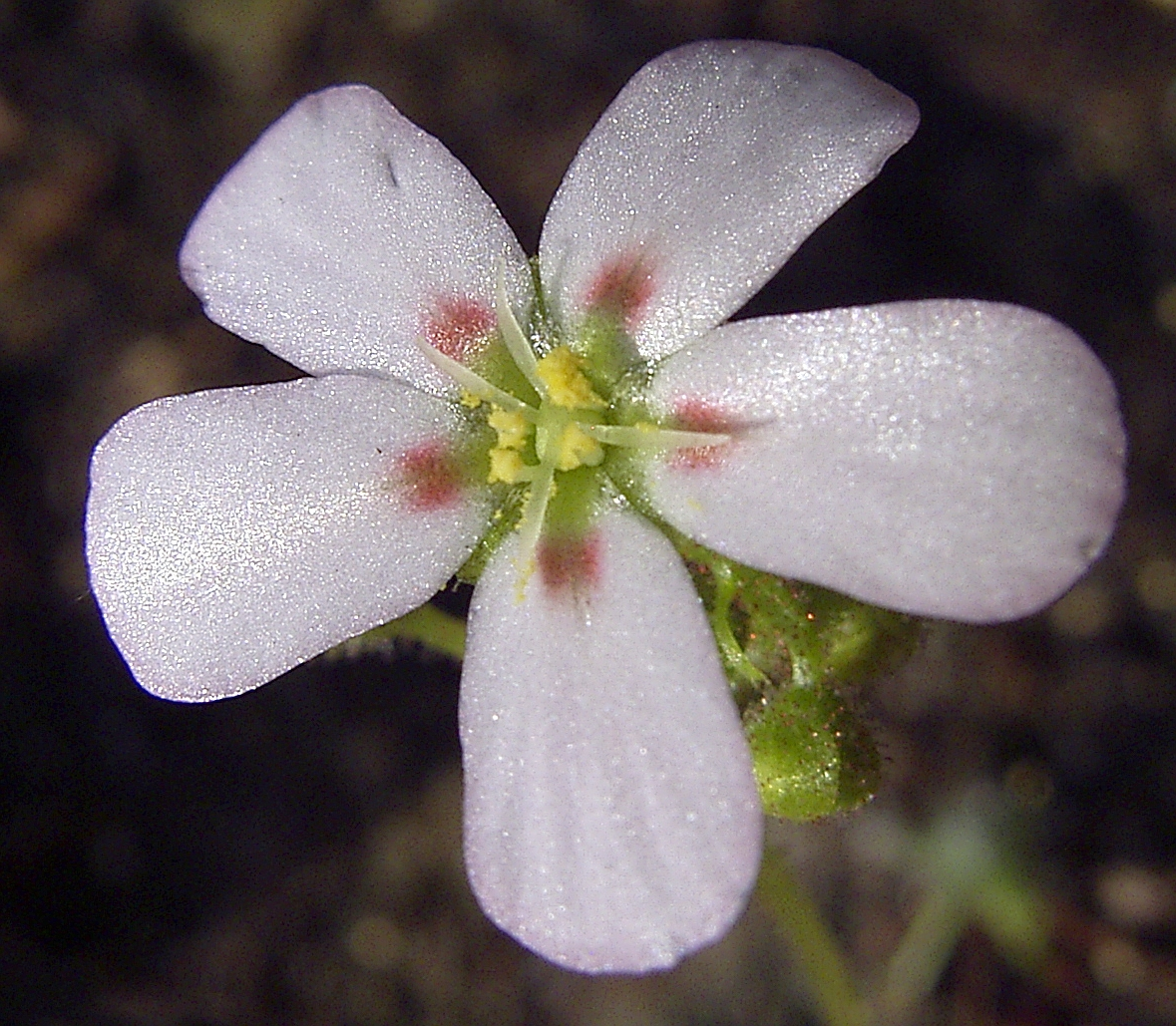
Detalle de la flor

## Descripción
Drosera helodes  es una planta perenne herbácea. Forma una roseta lleno de palas horizontales con un diámetro de aproximadamente 1,3 cm. El eje es de 2 mm de largo y cubierto con solo unos pocas o sin hojas marchitas de la temporada anterior. Con estípulas ovadas, de 7 mm de largo y 4 mm de diámetro en la base. Las estípulas en sí son de 3 mm de largo, 2.5 mm de ancho y de tres lóbulos. El lóbulo medio se divide en 3 segmentos. Las láminas de las hojas son aproximadamente circulares y de hasta 1,7 mm de diámetro. Las glándulas tentáculos más largos se encuentran en el borde, más cortos en el interior. La parte inferior es glabra. Los pecíolos miden hasta 4 mm de largo, en la base 0.5, centro en 0,6 mm de ancho y con solo unos pequeños pelos glandulares, cerca de la lámina de la hoja ocupada esporádicamente. La floración se produce en un período de octubre a noviembre. Tiene uno, raramente dos tallos de flores de hasta 8 cm de largo. Las ampliamente ovadas sépalos son de 2 mm de largo y 1.4 mm de ancho. Los bordes con muescas y llenas de glándulas pelirrojos. Los pétalos son rosados brillantes y obovados, de 7 mm de largo y 3.5 mm de ancho. Los cinco estambres son de 1,6 mm de largo.

## Taxonomía
Drosera helodes fue descrita por N.G.Marchant & Lowrie y publicado en Kew Bulletin 47(2): 324. 1992.
helodes: epíteto